# 地下鉄博物館
地下鉄博物館（ちかてつはくぶつかん）は、東京都江戸川区の東京メトロ東西線葛西駅の高架下にある、地下鉄を専門に扱った博物館。東京地下鉄株式会社（東京メトロ）の関連公益法人である公益財団法人メトロ文化財団（旧：財団法人地下鉄互助会）が運営している。愛称は「ちかはく」。

## 歴史
地下鉄互助会による公益事業活動の一環として1983年（昭和58年）から地下鉄博物館の建設が検討され、1985年（昭和60年）2月に着工し、22億5,000万円の建設費を投入して1986年（昭和61年）7月12日に開館した。開館前に短期間であるが、千代田区神田須田町の交通博物館付近に資料展示施設を設置していたことがある。
阪神・淡路大震災後に日本各地の高架橋で行われた耐震補強工事が東西線地上区間においても施工されるのに伴い、2002年（平成14年）7月1日から翌2003年（平成15年）5月31日まで約1年間閉鎖され、この時に展示品を一新する工事を行い、同年6月1日にリニューアルオープンした。

## 保存車両

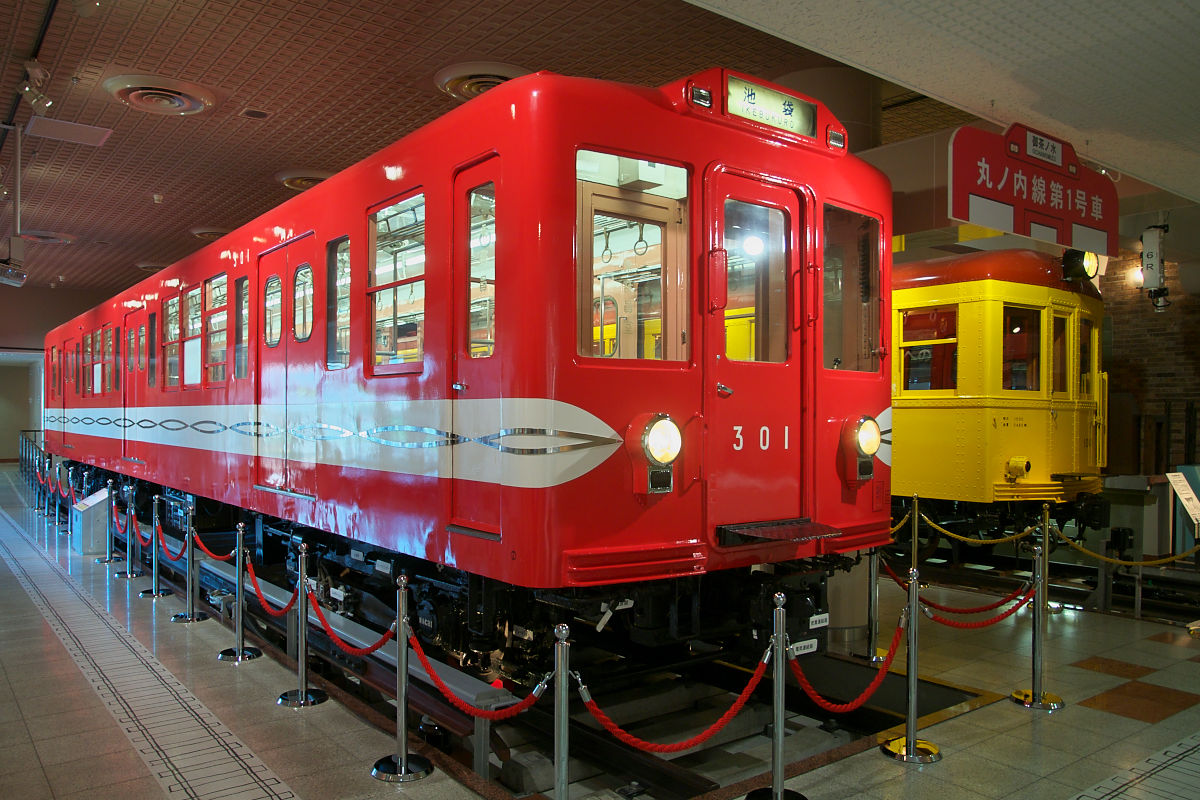
営団300形電車301号車

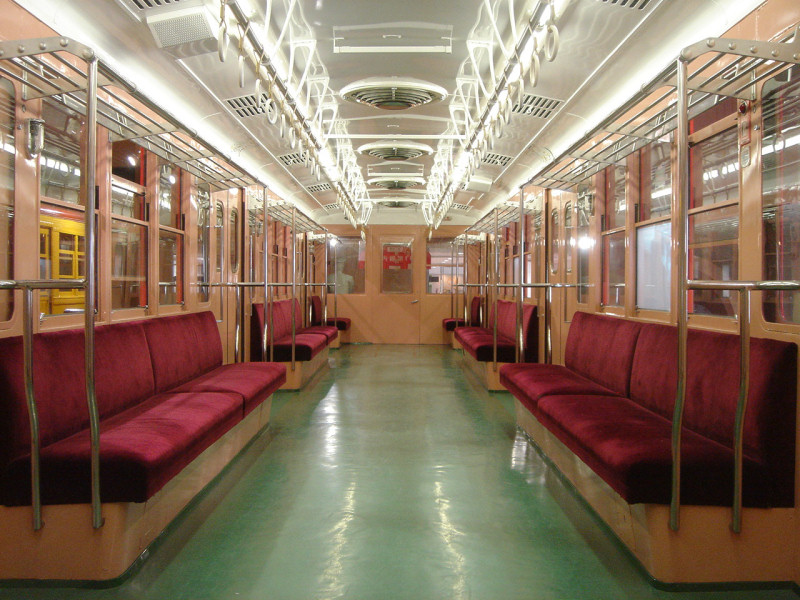
営団300形電車301号車の車内

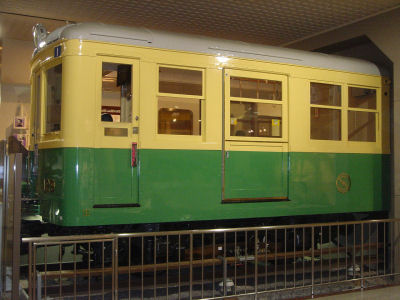
東京高速鉄道100形電車

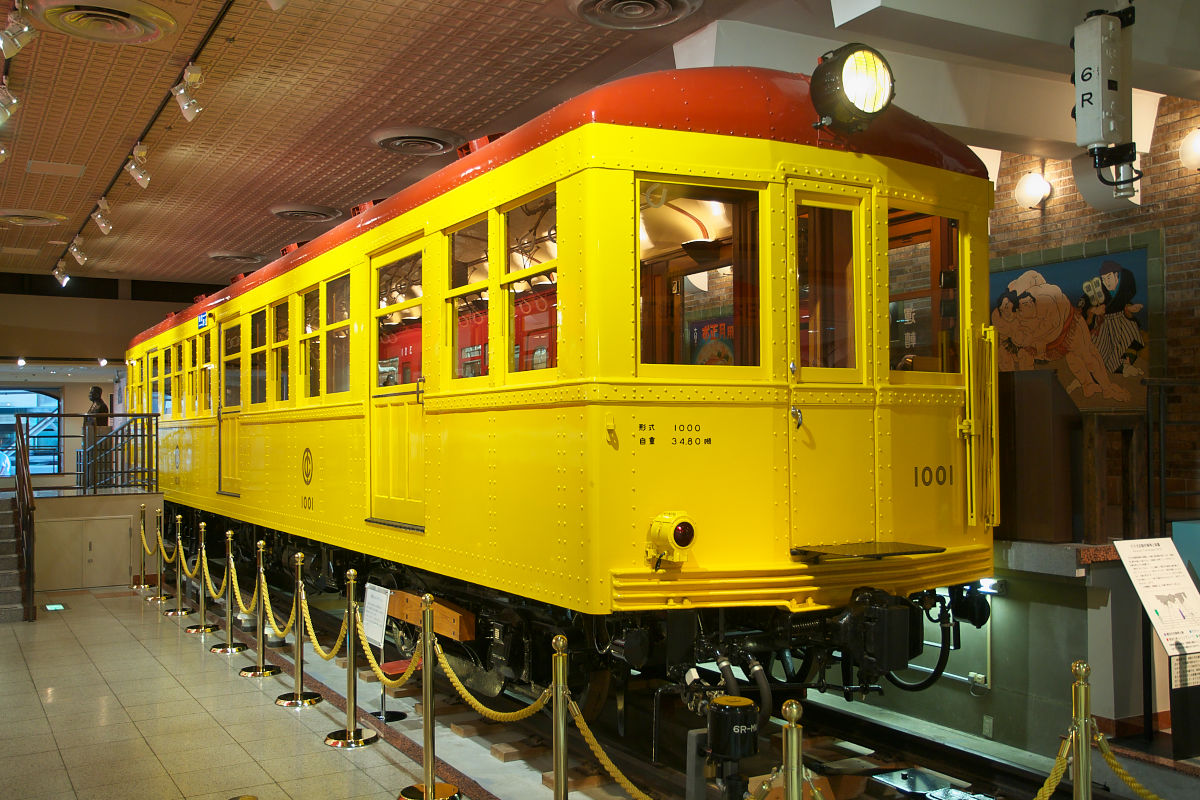
東京地下鉄道1000形電車

- 東京高速鉄道100形電車129号（カットボディ）[5]
- 東京地下鉄道1000形電車1001号[6] - 2017年に重要文化財指定。
- 営団300形電車301号[6]
- 営団01系電車 01-129（カットボディ）
- モーターカー（点検車）

## 館内展示
館内の一部で銀座線開通時の上野駅ホームを再現している。地下鉄で実際に使用された車両の展示（銀座線旧車両、およびリニューアル後は丸ノ内線の一号車（300形）、さらに地下トンネル点検車等も追加された）のほか、地下鉄運転シミュレーター、鉄道模型レイアウトや模型の展示もあり、地下鉄クイズ、映画の上映（後述）なども行われている。
図書室もあり、専門図書館としての専門書や専門誌の他、鉄道関係の一般書や絵本なども少々置いている。『東京地下鉄道史』や各路線の建設史等、貴重書や非売品のため、他にはまずない資料もある。土・日・祝日のみ開放、資料帯出・コピーはできない。
入口は営団地下鉄および東京メトロで実際に使われていた自動改札機と同様のものを使用しており、自動券売機で入館券を購入し、改札機を通過して入館するシステムになっている。なお、入館券の回収はなく、記念に持ち帰ることができる。2011年の東日本大震災以降、節電対策として土・日・祝日に限り自動改札の使用を停止し、改札鋏を使用した有人改札を実施していたが、2020年以降は新型コロナウイルス感染症対策として終日自動改札に戻った。
また、併設されたホールでは「メトロコンサート」と題して、クラシック音楽を中心としたコンサートを多く開催するほか、鉄道映画や地下鉄建設に関する記録映画などの上映会を定期的に行っている。
地下鉄運転シミュレーターは、運転士候補生（動力車操縦者養成）研修に使用されているものと同一の機器を使用している。入館客に人気があるのは千代田線用で、6000系の実物大カットモデルを使用し、床下に揺動装置を組み込んで車両の揺れも再現されている（小学生以上限定）。他にカットモデルではない銀座線01系（2010年にリニューアルされる前は丸ノ内線で、車両は02系の扱いであった）や半蔵門線8000系（映像は有楽町線、実際に新木場CRでのB修工事入出場で市ヶ谷 - 新木場間を走行した経験がある）、東西線5000系のシミュレーターもあり、こちらは小学生未満も体験できる。2019年10月1日からは、東西線と有楽町線のシミュレーターに組み込む形で日比谷線と半蔵門線が追加で収録された。いずれも製作は三菱プレシジョンが担当している。
博物館内には地下鉄の父、早川徳次の胸像も展示されている。

## 案内
開館時間10:00 - 17:00（入館は16:30まで）
定休日月曜日（月曜日が祝日・振替休日の場合は翌日）、年末年始（12月30日 - 1月3日）
入館料大人220円、小児（満4歳以上中学生まで）100円。また障害者手帳を提示すると入場料が半額になる。